# In Concert with the London Symphony Orchestra
 (novembre 2020).
Si vous disposez d'ouvrages ou d'articles de référence ou si vous connaissez des sites web de qualité traitant du thème abordé ici, merci de compléter l'article en donnant les références utiles à sa vérifiabilité et en les liant à la section « Notes et références ».
In Concert with the London Symphony Orchestra est un DVD du groupe de hard rock britannique Deep Purple sorti en 2000. Il provient de deux concerts donnés par le groupe les 25 et 26 septembre 1999 au Royal Albert Hall avec l'Orchestre symphonique de Londres.
Le projet est initié par le claviériste Jon Lord désirant que le groupe réitère sa performance de 1969, à savoir le Concerto for Group and Orchestra. Mais Lord ayant perdu toutes les partitions originales, Marco de Goeij, fan du groupe et étudiant en musique néerlandais, réussit à retranscrire la partition d'oreille.
L'album a atteint la place no 32 dans les classements en Allemagne, et no 65 en Suisse.

## Titres
1. Pictured Within (Lord)
  - Interprété par Jon Lord, Miller Anderson & the London Symphony Orchestra
2. Wait a While (Lord, Brown)
  - Interprété par Jon Lord, Sam Brown & the London Symphony Orchestra
3. Sitting in a Dream (Glover)
  - Interprété par Roger Glover, Ronnie James Dio, Jon Lord, Ian Paice, Eddie Hardin & the London Symphony Orchestra
4. Love Is All (Glover, Hardin)
  - Interprété par Roger Glover, Ronnie James Dio, Jon Lord, Ian Paice, & the London Symphony Orchestra
5. Wring That Neck (Hard Road) (Blackmore, Lord, Paice, Simper)
  - Interprété par Ian Paice, Jon Lord, The Kick Horns & The London Symphony Orchestra
6. Concerto for Group and Orchestra - Movement I (Lord)
  - Interprété par Deep Purple & The London Symphony Orchestra
7. Concerto for Group and Orchestra - Movement II (Lord, Gillan)
  - Interprété par Deep Purple & The London Symphony Orchestra
8. Concerto for Group and Orchestra - Movement III (Lord)
  - Interprété par Deep Purple & The London Symphony Orchestra
9. Ted the Mechanic (Gillan, Glover, Lord, Morse, Paice)
  - Interprété par Deep Purple
10. Watching the Sky (Gillan, Glover, Lord, Morse, Paice)
  - Interprété par Deep Purple & The London Symphony Orchestra
11. Sometimes I Feel Like Screaming (Gillan, Glover, Lord, Morse, Paice)
  - Interprété par Deep Purple & The London Symphony Orchestra
12. Pictures of Home (Blackmore, Gillan, Glover, Lord, Paice)
  - Interprété par Deep Purple & The London Symphony Orchestra
13. Smoke on the Water (Blackmore, Gillan, Glover, Lord, Paice)
  - Interprété par Deep Purple, The Steve Morse Band, Ronnie James Dio, Miller Anderson, The Kick Horns & The London Symphony Orchestra

## Musiciens
- Ian Gillan : chant
- Steve Morse : guitares
- Jon Lord : orgue Hammond B3, claviers
- Roger Glover : basse
- Ian Paice : batterie

### Steve Morse Band
- Dave La Rue : basse (Take It Off The Top, Smoke On The Water)
- Van Romaine : batterie (Take It Off The Top, Smoke On The Water)

### Musiciens additionnels
- Paul Mann : chef d'orchestre
- London Symphony Orchestra
- Ronnie James Dio : chant (Sitting In A Dream, Love Is All, Smoke On The Water)
- Sam Brown : chant (Wait A While)
- Miller Anderson : chant (Pictured Within), guitare (Sitting In A Dream, Love Is All)
- Graham Preskett : violon
- Steve Morris : guitare (Via Miami, That's Why God Is Singing The Blues, Smoke On The Water)
- Eddie Hardin : piano (Sitting In A Dream, Love Is All)

#### The Kick Horns
- Annie Whitehead : trombone
- Paul Spong : trompette
- Roddy Lorimer : tompette
- Simon C Clarke : saxophones
- Tim Sanders : saxophones

#### The Backstreet Dolls
- Aitch Mc Robbie : chœurs
- Margo Buchanan : chœurs
- Pete Brown : chœurs, guitare
- Mario Argandona : chœurs, percussions